# 哈爾·卓斯基
哈洛德·亞瑟·卓斯基一世（英語：Harold Arthur Trosky Sr.，1912年11月11日—1979年6月18日），為美國職棒大聯盟的一壘手。生涯曾效力過印地安人與白襪兩隊。他是1936年的美聯打點王，並在1951年入選克里夫蘭守護者名人堂。

## 職業生涯
1933年9月，卓斯基登上大聯盟。1934年，他在菜鳥年敲出35轟與142分打點，並寫下單季374個壘打數的菜鳥紀錄。1936年，卓斯基打回162分打點，成為美聯打點王。同年他敲出生涯新高的42轟與3成43的打擊率。儘管他被視為是貝比·魯斯的接班人，但卓斯基終其一生都沒有入選明星賽。主要是因為同時期有盧·賈里格、吉米·法克斯和漢克·格林伯格等名人堂一壘手，導致卓斯基的成績和實力被嚴重低估。
1938年，卓斯基患有嚴重的偏頭痛，導致他的視力出現問題。1941年7月12日，他在一次被觸身球擊中後，一度宣布暫別大聯盟球壇。1942年2月，他開始找醫生治療自己的頭痛症狀。雖然正處休養期間，但卓斯基一直尋求重返大聯盟的機會。:115
1944年，卓斯基因為偏頭痛的問題而免除兵役。他也成功在這年加入白襪，完成重返大聯盟的夢想。1946年，年僅33歲的卓斯基宣布正式退休。他的兒子小哈爾也是一名棒球選手，並在1958年短暫於大聯盟白襪隊出賽3場比賽。
卓斯基在印地安人共敲出216轟，目前仍位居隊史第五高。只有厄爾·艾佛瑞爾、曼尼·拉米瑞茲、亞伯特·貝爾和吉姆·湯米的全壘打數高過卓斯基。

## 生涯打擊成績
| 出賽次數 | 打席 | 打數 | 得分 | 安打 | 二安 | 三安 | 全壘打 | 打點 | 盜壘 | 保送 | 三振 | 打擊率 | 上壘率 | 長打率 | OPS  |
| -------- | ---- | ---- | ---- | ---- | ---- | ---- | ------ | ---- | ---- | ---- | ---- | ------ | ------ | ------ | ---- |
| 1347     | 5750 | 5161 | 835  | 1561 | 331  | 58   | 228    | 1012 | 28   | 545  | 440  | .302   | .371   | .522   | .892 |

## 外部連結
- 球員資訊和成績在MLB，ESPN，Baseball-Reference，Fangraphs（英文）